# Janusz Turowski (piłkarz)
Janusz Turowski (ur. 7 lutego 1961 roku w Bydgoszczy) – polski piłkarz grający na pozycji napastnika.

## Kariera piłkarska
Swoją karierę rozpoczął w 1973 roku w Polonii Bydgoszcz. Następnie był piłkarzem Zawiszy Bydgoszcz w 1978, Pogoni Szczecin w latach 1978-1982 i 1984-1985, Legii Warszawa w latach 1982-1984 (tzw. służba wojskowa), Eintrachtu Frankfurt w latach 1985-1991 i VfB Lipsk w latach 1991-1993.
W 1985 r. wyemigrował do Niemiec razem z innym piłkarzem Pogoni Jarosławem Biernatem. Obaj podjęli grę w Eintrachtu Frankfurt. PZPN nałożył na niego karę dwuletniej dyskwalifikacji za samowolne pozostanie w Niemczech.